# Juszt László
Juszt László (Budapest, 1952. március 25. –) magyar szerkesztő-riporter, újságíró.

## Tanulmányai
Középiskolai tanulmányait a Leövey Klára Gimnáziumban végezte Budapesten. Ezután a Szófiai Egyetem bölcsész karán diplomázott. Egyetemi tanulmányai után elvégezte a MÚOSZ újságíró iskolát.

## Pályafutása
Az újságírással még gimnazista korában kezdett foglalkozni, az Esti Hírlapnál és a Hétfői Híreknél dolgozott. A Magyar Rádiónál volt szerkesztő-riporter gyakornok a Krónika rovatnál, illetve az Ipper Pál-féle 168 óránál. Szerződését rázós riportjait követően nem hosszabbították meg. Szinte minden rovatban kipróbálta magát, ám mégis a hangos műfaj mellett döntött. Szerkesztő-riporter lett a Magyar Televízió Gazdasági rovatánál, a BNV közvetítésekben, a Paksi építkezés műsoraiban, A Belépés csak tévénézőknek című műsorokban tűnt fel. Készített több olyan riportfilmet, mely gazdasági visszaélésekkel foglalkozott. Utána, 1981-től a TV-Híradó munkatársa lett, működése során sok ezer riportot készített, valamint sok száz estén vezette ő a Híradó adásait. Aczél Endre főszerkesztő idején először ő készített szombatonként délutáni híradót, melyben új, oldottabb műsorvezetői stílust teremtett meg. Egyik hónap során 96 riportját adta le a televízió.
2008-ban a Komárom-Esztergom Megyei Bíróság jogerősen 250 ezer forintos pénzbüntetésre ítélte lopás bűntette miatt, valamint elrendelték lőfegyvereinek elkobzását, mert 2002-ben a súri vadásztársaság területén – amelyet éppen Juszt Lászlótól béreltek – vadászati tilalom idején, engedély nélkül kilőtt egy őzgidát és egy vemhes nyulat, amelyeket magával akart vinni. Juszt azzal védekezett, hogy a kertjében kárt okozó állatok kilövésével a saját vagyonát védte, és nem ellopni, hanem leadni akarta őket. A bíróság nem fogadta el a védekezését.
2022-ben nyíltan támogatta a Demokratikus Koalíció, és Dobrev Klára politikáját.

### Munkahelyei
- Magyar Rádió (1974-1975)
- Népszava (1975-1976)
- Magyar Hírlap (1976-1977)
- Magyar Televízió (1977-1993)
- Beacon Kft. ügyvezető igazgató (1993-tól)

## Televíziós munkái

### A Híradón belüli sorozatai
- Adóklub
- Baleseti sorozat

### Önálló tévéműsorai
- Kriminális
- Nyitott száj
- Sajtóklub
- A TV ügyvédje
- Kedd 21 - politikai vetélkedő
- Magánbeszélgetések (ATV)

## Publikációi, könyvei
- A halál egészen más...?(1981)
- A nyugtalan értelem (1982)
- A gondolkodás terhei (1986)
- Babonások, kártyavetők kézikönyve (1987)
- "...és én mégis élek!". A farkasfai akció; Mai Nap Rt., Bp., 1990
- Magánbeszélgetések; Fanny Aka Kft., Bp., 2001
- Hát hiába beszélek?... Ez a könyv nem jöhetett volna létre a törvényhozók és a törvényalkalmazók aktív passzivitása nélkül!; Scholi, Bp., 2011

## Filmográfia
- Memento mori – sorozat (1979)
- BNV - áll a vásár – (1982) rend: Pintér Gyula, op: Szabados Tamás
- Visszaszámlálás Paks – (1982) rend.: Tanos Miklós, op.: Király Péter
- Kincseink a kukában – (1982) rend.: Tanos Miklós, op: Diramerian Onik
- Két életút – (1984) rend-op.: ifj. Nádasdy László
- Nádasy László portré – (1984) rend-op.: ijf. Nádasy László
- Divat a szórakozás – (1985) rend: Kalmár Tibor
- Jó napot Magyarország – (1985) rend: Horváth Ádám, op: Sík Igor
- Színésznő vagyok - Téli beszélgetés Gobbi Hildával – (1987) rend-op.: Huber Pál
- Az Eocén-program – (1987) két részes riportfilm op.: Huber Pál
- Eric – (1988) rend.: Koos György, op.: Bodó János, Huber Pál
- Békebeli békebuli, Soltész show – (1989) rend: Kalmár Tibor
- Ajándék a Magyar Rák Liga Egyesület tiszteletére – (1990)
- Kovács Kati portré – (1991) szerk.: Wéber Bea, rend.: Hoffmann György

## Díjak, kitüntetések
- Szabadsajtó-díj (2002)
- Déri János-díj (2006)
- Radnóti Miklós antirasszista díj (2007)
- Jeruzsálemi Szent János Szuverén Máltai Lovagrend Autonóm Perjelségek Szövetsége (2009)[4]